# Claudia Kolb
Claudia Kolb (n. 19 decembrie 1949, Hayward⁠(d), California, SUA) este o înotătoare americană, medaliată olimpică. A participat la 2 ediții ale Jocurilor Olimpice (1964, 1968) în care a câștigat 3 medalii de aur și două medalii de argint.